# 20830 Luyajia
20830 Luyajia este un asteroid din centura principală de asteroizi.

## Descriere
20830 Luyajia este un asteroid din centura principală de asteroizi. A fost descoperit pe 24 octombrie 2000 la Socorro, New Mexico, în cadrul proiectului LINEAR. Asteroidul prezintă o orbită caracterizată de o semiaxă mare de 2,93 ua, o excentricitate de 0,02 și o înclinație de 3,0° în raport cu ecliptica.